# Gavin Tucker
Gavin Tucker (St. Anthony, 17 de junho de 1986) é um lutador canadense de artes marciais mistas, atualmente competindo no peso pena do Ultimate Fighting Championship.

## Início
Nascido e criado em St. Anthony, Newfoundland and Labrador, Tucker começou a competir em artes marciais mistas em 2009.
Ele era o atual campeão do Extreme Cage Combat quando foi contratado pelo UFC no início de 2017.

## Carreira no MMA

### Ultimate Fighting Championship
Tucker fez sua estreia no UFC em 19 de fevereiro de 2017 contra his promotional debut on February 19, 2017 against Sam Sicilia no UFC Fight Night: Lewis vs. Browne. Ele venceu a luta por decisão unânime.
Tucker enfrentou Rick Glenn em 9 de setembro de 2017 no UFC 215: Nunes vs. Shevchenko II. Tucker sofreu sua primeira derrota na carreira ao perder por decisão unânime.
Tucker enfrentou Seung Woo Choi em 27 de julho de 2019 no UFC 240: Holloway vs. Edgar. Ele venceu por finalização no terceiro round.
Tucker enfrentou Justin Jaynes em 8 de agosto de 2020 no UFC Fight Night: Lewis vs. Oleinik. Ele venceu por finalização no terceiro round com um mata-leão.

## Cartel no MMA
| Cartel no MMA   |             |            |
| 15 lutas        | 13 vitórias | 2 derrotas |
| Por nocaute     | 4           | 1          |
| Por finalização | 6           | 0          |
| Por decisão     | 3           | 1          |

| Res.    | Cartel | Oponente             | Método                                 | Evento                                | Data       | Round | Tempo | Local                  | Notas                                 |
| ------- | ------ | -------------------- | -------------------------------------- | ------------------------------------- | ---------- | ----- | ----- | ---------------------- | ------------------------------------- |
| Derrota | 13-2   | Dan Ige              | Nocaute (soco)                         | UFC Fight Night: Edwards vs. Muhammad | 13/03/2021 | 1     | 0:22  | Las Vegas, Nevada      |                                       |
| Vitória | 13-1   | Billy Quarantillo    | Decisão (unânime)                      | UFC 256: Figueiredo vs. Moreno        | 12/12/2020 | 3     | 5:00  | Las Vegas, Nevada      |                                       |
| Vitória | 12-1   | Justin Jaynes        | Finalização (mata leão)                | UFC Fight Night: Lewis vs. Oleinik    | 08/08/2020 | 3     | 1:43  | Las Vegas, Nevada      | Performance da Noite.                 |
| Vitória | 11-1   | Seung Woo Choi       | Finalização (mata leão)                | UFC 240: Holloway vs. Edgar           | 27/07/2019 | 3     | 3:17  | Edmonton, Alberta      |                                       |
| Derrota | 10-1   | Rick Glenn           | Decisão (unânime)                      | UFC 215: Nunes vs. Shevchenko II      | 09/09/2017 | 3     | 5:00  | Edmonton, Alberta      |                                       |
| Vitória | 10-0   | Sam Sicilia          | Decisão (unânime)                      | UFC Fight Night: Lewis vs. Browne     | 19/02/2017 | 3     | 5:00  | Halifax, Nova Scotia   | Estreia no UFC.                       |
| Vitória | 9-0    | Chris Coggins        | Nocaute (chute na cabeça)              | ECC 25                                | 23/07/2016 | 1     | 0:37  | Halifax, Nova Scotia   | Defendeu o Cinturão Peso Pena do ECC. |
| Vitória | 8-0    | David Harris         | Nocaute Técnico (socos)                | ECC 22                                | 14/03/2015 | 2     | 2:02  | Halifax, Nova Scotia   | Ganhou o Cinturão Peso Pena do ECC.   |
| Vitória | 7-0    | Lyndon Whitlock      | Finalização (mata leão)                | ECC 15                                | 16/02/2013 | 3     | 3:09  | Halifax, Nova Scotia   |                                       |
| Vitória | 6-0    | Robert Rende         | Nocaute Técnico (socos)                | ECC 14                                | 27/04/2012 | 3     | 2:27  | Halifax, Nova Scotia   | Estreia nos Penas.                    |
| Vitória | 5-0    | Brandon White        | Finalização (mata leão)                | ECC 13                                | 27/01/2012 | 1     | 5:00  | Halifax, Nova Scotia   |                                       |
| Vitória | 4-0    | Christopher Corporon | Finalização (chave de braço)           | Elite 1: Wild Card 2                  | 15/10/2011 | 1     | 1:35  | Moncton, New Brunswick |                                       |
| Vitória | 3-0    | David Spence         | Finalização (chave de braço invertida) | ECFP: Resurgence                      | 27/05/2011 | 1     | 3:09  | Trenton, Nova Scotia   |                                       |
| Vitória | 2-0    | Michael Waugh        | Nocaute (socos)                        | ECC 12: Rage                          | 16/04/2011 | 1     | 3:02  | Halifax, Nova Scotia   |                                       |
| Vitória | 1-0    | Ryan Connor          | Decisão (unânime)                      | ECC 11: Redemption                    | 19/02/2011 | 3     | 5:00  | Halifax, Nova Scotia   |                                       |